# 앙헬 수키아 고이코에체아

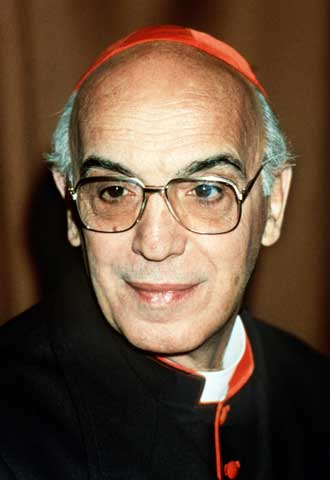

앙헬 수키아 고이코에체아(스페인어: Ángel Suquía Goicoechea, 1916년 10월 2일 - 2006년 7월 13일)는 스페인 가톨릭교회의 추기경이다. 1983년부터 1994년까지 마드리드 대교구장을 지냈다.
1925년부터 1927년까지 스페인 베아사인에 있는 기독교 형제단의 가르침을 받았다. 기푸스코아 주 몬트리코 사투라란에 있는 소신학교에 입학하여 1931년까지 공부하다가 비토리아 대신학교로 편입하여 1936년까지 공부하였다. 1936년 스페인 시민 전쟁이 발발하자 그는 과달루페 기지의 병사 지도신부로 위촉되었다. 1939년 전례학 공부를 위해 독일의 베네딕토회 소속 마리아라흐 수도원으로 갔다가 같은 해에 제2차 세계대전이 발발하자 스페인으로 황급히 귀국하였다. 요제프 글렘프는 1946년 교황청립 그레고리오 대학교에 입학하여 1949년까지 머물면서 신학 분야에서 최고 점수를 받고 박사학위까지 받았다.
1940년 7월 7일 사제품을 받았으며, 1966년 5월 17일 교황 바오로 6세에 의해 알메리아의 교구장 주교로 임명되었다. 1969년 말라가의 교구장 주교로 임명되어 1973년까지 머물렀다. 1973년 4월 13일에는 산티아고 데 콤포스텔라의 대교구장이 되었다. 1983년 4월 12일 교황 요한 바오로 2세에 의해 마드리드 대교구장으로 임명되었다.
1985년 5월 25일 그란 마드레 디 디오 성당의 사제급 추기경에 서임되었다. 1994년까지 그는 마드리드 대교구장을 지내다가 77세가 되자 은퇴하였다.